# Alnus djavanshirii
Alnus djavanshirii — вид квіткових рослин з родини березових. Поширення: Північний Іран.

## Біоморфологічна характеристика
Дерево до 20–30 м. Стовбур від світло-сірого до темно-сірого, тріщинуватий. Гілочки від оливково-зелених до світло-сірих, біло-запушені, кутасті, зі світло-коричневими, виступаючими, часто поперечними сочевицями. Листя еліптичне (рідко яйцеподібне), вдвічі довше за ширину, 6–13 × 3–6 см, верхівка широко гостра, рідко загострена, основа клиноподібна або відступна, край з дрібними пилчастими зубцями, верхня поверхня гола та від оливково-зеленої до сіруватої, нижня поверхня зелено-жовтувата й гола за винятком рідкого запушення на жилках та пазушних пучках, жилки жовті, часто прямі, по 8(–10) з кожного боку від середньої жилки; ніжка листка запушена, 2.5–4 см завдовжки, запушена, спочатку червонувата. Плід кулястий або широкояйцеподібний. Насіння вузько видовжене, голе, 3–4 мм завдовжки, без крила, блискуче та світло-коричневе. Цвіте з лютого по березень, плоди дозрівають у жовтні.

## Середовище
Зростає на висотах від 1000 до 1100 метрів. Зустрічається на вологому ґрунті, по краях річкових берегів, на південних схилах з ґрунтами, що швидко висихають, а також на кам'янистих і неглибоких ґрунтах. Вид знаходиться під загрозою зникнення через вирубку лісу, оскільки його часто плутають з Alnus subcordata.

## Використання
Немає жодної задокументованої комерційної торгівлі або повідомлень про використання цього виду.